# Silnice D2
Silnice D2 (chorvatsky Državna cesta D2) je silnice v Chorvatsku. Je dlouhá 347,9 km. Slouží především k mimodálničnímu spojení mezi Varaždinem a Osijekem. Po silnicích D8 a D1 je silnice D2 třetí nejdelší silnicí v Chorvatsku.

## Průběh
Silnice začíná ve vesnici Dubrava Križovljanska u slovinských hranic a navazuje na slovinskou silnici 228. Prochází přes opčiny Cestica, Petrijanec a Sračinec do Varaždinu, jehož tvoří silniční obchvat. Na krátký úsek se slučuje se silnicí D3 (tento úsek je pak označován jako silnice D2; D3), pak se od ní ale odděluje a vede na východ do opčiny Trnovec Bartolovečki. Dále přes opčinu Martijanec prochází kolem města Ludbreg, u nějž také tvoří částečný obchvat. Pokračuje pak na jihovýchod do města Koprivnica, kde se na krátký úsek opět slučuje, a to se silnicí D41 (úsek označovaný jako D2; D41). Poté se silnice D41 odpojuje a silnice D2 pokračuje dále na jihovýchod, přes opčiny Novigrad Podravski a Virje do města Đurđevac, dále prochází přes opčiny Kloštar Podravski, Pitomača a Špišić Bukovica.
Poté silnice D2 tvoří obchvat města Virovitica, a na krátký úsek se zde slučuje se silnicí D5 (úsek D2; D5). Poté se silnice D5 odpojuje a silnice D2 pokračuje zpět do východní části Virovitice, a prochází přes vesnici Čemernica do opčiny Suhopolje. Pokračuje kolem města Slatina, jehož také tvoří obchvat a pokračuje na jihovýchod přes opčiny Nova Bukovica, Mikleuš, Feričanci a Donja Motičina do města Našice. Prochází dále na severovýchod přes vesnici Jelisavac a opčiny Koška a Bizovac. U vesnice Josipovac se silnice D2 mění na dvouprofilovou rychlostní silnici, z níž lze najet na dálnici A5, a tvoří jižní obchvat Osijeku. U vesnice Nemetin se odpojuje na jihovýchod a stává se opět obvyklou silnicí.
Z Osijeku prochází silnice přes vesnici Klisa a opčinu Trpinja do města Vukovar. Prochází centrem Vukovaru a jde na jihovýchod přes vesnice Sotin, Opatovac, Mohovo a Šarengrad do Ilockého výběžku. Následně silnice D2 tvoří obchvat města Ilok a jde na sever k srbským hranicím, kde zahrnuje most 25. května (Most "25. Maj"), vedoucí přes Dunaj, a za nímž se na ni napojuje srbská silnice 108, vedoucí do města Bačka Palanka.